# Pediasia pudibundellus
Pediasia pudibundellus là một loài bướm đêm trong họ Crambidae.